# قرناء
القرناء أو ذات القَرْنَين أو المُقَرَّنَة أو الأفعى ذات القرون أو حارية (الإسم العلمي:Cerastes)، هو جنس من الزواحف يتبع فصيلة الأفاعي ضمن رتبة الحرشفيات. حالياً يملك هذا الجنس ثلاثة أنواع حسب نظام المعلومات التصنيفية (ITS)، كما تم وصف بعض الأنواع مؤخراً من قِبل قاعدة بيانات الزواحف. وهي من الأفاعي السامة.

## الوصف

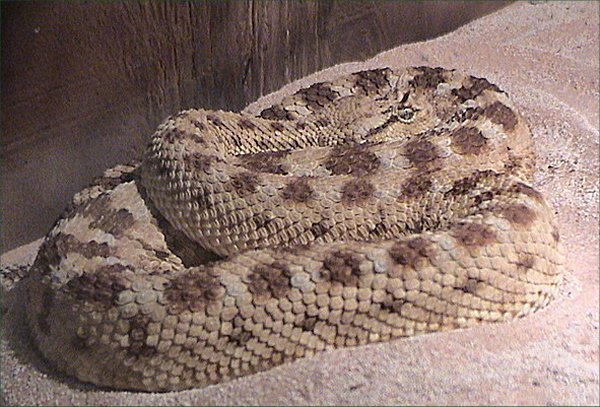
القرناء ملتفة حول نفسها

هي من الأفاعي الصغيرة، بمتوسط طول 50 سم (20 بوصة) تقريباً بحساب الجسم والذيل، لديها ما يُشبه القرون فوق عينيها، وهي عريضة الجسم والرأس، قصيرة الذيل، دقيقة الرقبة، وعلى جانبي الرأس العريض توجد غدد السم التي ساهمت في زيادة حجم الرأس. وإذا حوصرت الأفعى التَفَّتْ حول نفسها وحكت حراشفها ببعض لتصدر صوتاً يسمى الكشيش، لتفزع أعدائها.
للأفعى القرناء نابان أماميان متحركان، وتستطيع الأفعى تحريك هذان النابان إلى الأمام خارج الفم وإلى الداخل لتدخلهما في لثتها، وهذان النابان يساعدانها على سرعة توصيل السم للفريسة. قرنا الأفعى جلديين ناعمين مرنين، يمكن بسهولة ثنيهما، ولا يعتبران سلاحاً تستطيع استخدامه، بينما تستطيع به إفزاع أعدائها، وقد يكونان لحماية عينيها الكبيرتين من الصدمات.
ليس لجميع هذا النوع من الأفاعي قرون، والقرون ليست مرتبطة بعمر الأفعى، فهناك الصغار الحجم بقرون وكذلك هناك الكبار بقرون. ومن المحتمل أن تكون القرون للذكر فقط، وقد لاحظت شخصياً أن ذو القرون يكون أكثر شراسة ودفاعاً عن النفس من الذي ليس به قرون.

## التواجد
تفضل الأفاعي المناطق الرملية والصخرية التي تساعدها في إيجاد مخبأٍ لها، وهي بحركات اهتزازية تستطيع دفن نفسها وتبقي عينيها خارج التراب لمراقبة فرائسها. والأفعى القرناء ليلية العيش، تخرج ليلاً للبحث عن فرائسها من الزواحف والقوارض. تتواجد في صحاري شمال أفريقيا مروراً بالشرق الأوسط وإيران لغاية الجزيرة العربية.

## السلوك والتكاثر
في الشتاء، من شهر نوفمبر لغاية شهر أبريل تدخل الأفعى في البيات الشتوي. حيث تدخل جحور الجرذان البرية وتبقى في سبات البيات الشتوي. وفي بداية الشهر الرابع تبدأ في الخروج للتعرض للشمس لاستعادة حيويتها، حيث يتم بعد ذلك سلخ جلدها، وما أن تعود لها حيويتها حتى يبدأ موسم التزاوج. تضع الأنثى من 10 إلى 20 بيضة في أماكن رطبة تحت الشجيرات، يفقس البيض بعد مرور ثمانية أسابيع، ويبلغ الصغار سن التكاثر بعد مرور سنتين. وتعيش الأفعى القرناء 18 سنة.

## الأنواع
لها 3 أنواع متداولة حتى الآن :
- أفعى الجارية (Cerastes vipera)
- أفعى المقرنة (Cerastes cerastes)
- أفعى أم الجنيب (Cerastes gasperettii)